# Zephyranthes albolilacinus
Zephyranthes albolilacinus là một loài thực vật có hoa trong họ Amaryllidaceae. Loài này được Cárdenas miêu tả khoa học đầu tiên năm 1973.